# Чачалака бура
Чачалака бура (Ortalis canicollis) — вид куроподібних птахів родини краксових (Cracidae).

## Поширення
Вид поширений у регіоні Гран-Чако в східній Болівії, західному Парагваї та північній Аргентині, а також у штатах Мату-Гросу і Мату-Гросу-ду-Сул у Бразилії. Населяє різноманітні ландшафти, включаючи низинні болотні ліси та чагарники, сухі субтропічні ліси, напівлистяні та галерейні ліси та пальмові гаї.

## Опис
Птах має довжину від 50 до 56 см і важить від 479 до 678 г. Голова, спина і груди номінального підвиду сірі, а живіт — від рудого до коричневого кольору. У нього гола рожево-червона шкіра навколо очей. О. с. pantanalensis більш коричневий, а шкіра обличчя червоніша.

## Спосіб життя
Зазвичай, годується невеликими групами, хоча спостерігали зграї до 30 птахів. Годується в кроні дерев, але в районах з невеликим підліском також живиться на землі. В Аргентині спостерігалися групи до 150 птахів, які живляться на сільськогосподарських угіддях далеко від укриття. Його раціон — фрукти та листя, хоча поїдає безхребетних, особливо гусениць, коли їх сезонно багато.
Сезон розмноження в Аргентині триває з жовтня по лютий і, мабуть, починається вже в серпні в Болівії. Гніздо має вигляд невеликої платформи з паличок і стебел, яка іноді вистелена листям. Воно розташовується у густому кущі або дереві, зазвичай на висоті від 2,5 до 4 м над землею. Розмір кладки становить від двох до чотирьох яєць, які самиця висиджує самостійно.

## Підвиди
Містить два підвиди:
- Ortalis canicollis canicollis (Wagler, 1830) — широко поширений в Болівії, західному Парагваї та Аргентині.
- Ortalis canicollis pantanalensis (Cherrie and Reichenberger, 1921) — східний Парагвай і південно-західна Бразилія.